# المجلس الوطني الأمريكي لكنائس المسيح
المجلس الوطني الأمريكي لكنائس المسيح ، في الولايات المتحدة الأمريكية، (بالإنجليزية: National Council of Churches)‏، يُعرف عادةً باسم المجلس الوطني للكنائس (NCC)، فهو أكبر هيئة مسكونية في الولايات المتحدة.
المجلس الوطني الأمريكي لكنائس المسيح، عبارة عن شراكة مسكونية من 38 جماعة دينية مسيحية في الولايات المتحدة. تشمل الشراكات الأعضاء فيها كنائس بروتستانتية رئيسية، وأرثوذكسية شرقية، وأمريكية أفريقية، وإنجيلية، وكنائس سلام تاريخية. وتضم معًا أكثر من 100.000 جماعة محلية، و 40 مليون من أتباعها.
بدأ كمجلس الكنائس الفيدرالي، في عام 1908، وتوسع من خلال الاندماج، مع العديد من المنظمات المسكونية الأخرى، ليصبح المجلس الوطني للكنائس في عام 1950.
خلال أواخر الخمسينيات، وأوائل الستينيات، تم تمويل المجلس الوطني للكنائس جزئيًا، من قبل مؤسسة شؤون الشباب والطلاب، التي كانت واجهة تمولها (وكالة المخابرات المركزية لمكافحة الشيوعية).

## العقيدة الاجتماعية
منذ تأسيس المجلس الوطني الأمريكي لكنائس المسيح في عام 1950، كان أحد الأنشطة الرئيسية له هو إحداث تغيير إيجابي من أجل تحسين المجتمع. حيث تم تبني "العقيدة الاجتماعية للكنائس"، في ديسمبر 1908. فصدر بيانًا من قبل أعضاء مجلس الكنائس الفيدرالي، ضد ما وصفته بـ "المشاكل الصناعية"، حددت الوثيقة قائمة من المبادئ، بما في ذلك:
- حقوق متساوية، وعدالة كاملة، لجميع الرجال في جميع ميادين الحياة.
- حماية العامل، من الآلات الخطرة، والأمراض المهنية، والإصابات، والوفيات.
- إلغاء عمل الأطفال.
- تنظيم شروط العمل للمرأة، بما يحفظ الصحة الجسدية، والمعنوية للمجتمع.
- تحديد الحد الأدنى للأجور في كل صناعة.
- توفير بدل تقاعد لشيخوخة العمال، وكذلك للذين يعانون من إعاقة.
- تخفيف حدة الفقر.[3]

## أعضاء المجلس الوطني الأمريكي لكنائس المسيح
أعضاء المجلس الوطني الأمريكي لكنائس المسيح  (en)

### الارثوذكس
- أبرشية الروم الأرثوذكس في أمريكا (بطريركية القسطنطينية)
- الكنيسة الأرثوذكسية في أمريكا
- الكنيسة الأرثوذكسية الصربية في أمريكا الشمالية والجنوبية
- الرعايا البطريركية للكنيسة الأرثوذكسية الروسية في الولايات المتحدة
- الكنيسة الأرثوذكسية الأوكرانية بالولايات المتحدة الأمريكية
- أبرشية الأقباط الأرثوذكس بأمريكا الشمالية
- الكنيسة السريانية الأرثوذكسية في أنطاكية، أبرشية شرق الولايات المتحدة
- الكنيسة الأرمنية الأرثوذكسية الأمريكية والأبرشيات الشرقية والغربية
- كنيسة مالنكارا الأرثوذكسية السورية، الأبرشية الأمريكية

### البروتستانت
- الكنيسة الأسقفية الميثودية الأفريقية
- الكنيسة الأسقفية الميثودية الأفريقية صهيون
- الكنيسة الأسقفية الميثودية المسيحية
- الكنيسة الميثودية المتحدة
- تحالف المعمدانيين
- الكنائس المعمدانية الأمريكية في الولايات المتحدة
- المؤتمر المعمداني الوطني، الولايات المتحدة الأمريكية
- المؤتمر المعمداني الوطني التبشيري لأمريكا
- المؤتمر المعمداني الوطني التقدمي
- الكنيسة المسيحية (تلاميذ المسيح) في الولايات المتحدة وكندا
- كنيسة الاخوة
- الكنيسة الأسقفية
- الكنيسة الإنجيلية اللوثرية في أمريكا
- الكنيسة المجرية الإصلاحية في أمريكا، كنيسة الإصلاح في المجر
- المجلس الدولي لكنائس المجتمع
- الكنيسة المشيخية الكورية في الخارج
- كنيسة مورافيا في أمريكا والمقاطعات الشمالية والجنوبية
- الكنيسة المشيخية (الولايات المتحدة)
- الكنيسة الإصلاحية في أمريكا
- جمعية الأصدقاء الدينية (كويكرز)
- جمعية الأصدقاء الدينية، اجتماع فيلادلفيا السنوي (كويكرز)
- كنيسة سويدنبورجيان بأمريكا الشمالية
- كنيسة المسيح المتحدة
- كنيسة مار توما
- جماعة المسيح

### الكاثوليك
- الشركة الكاثوليكية المسكونية
- الكنيسة الكاثوليكية الوطنية البولندية

### كنيسة المشرق
- كنيسة المشرق الآشورية في أمريكا